# Amadou Sabo
Amadou Sabo (Niamey, 30 de mayo de 2000) es un futbolista nigerino que juega en la demarcación de centrocampista para el Sūduva del A lyga.

## Selección nacional
Hizo su debut con la selección de fútbol de Níger en un partido amistoso contra Gambia que finalizó con un resultado de 0-2 tras los goles de Ablie Jallow y Muhammed Badamosi.

## Clubes
| Club          | País     | Año       | Partidos | Goles |
| ------------- | -------- | --------- | -------- | ----- |
| AS SONIDEP    | Níger    | 2017-2020 | 3        | 1     |
| CA Bizertin   | Túnez    | 2020-2021 | 22       | 5     |
| Club Africain | Túnez    | 2021-2023 | 29       | 0     |
| FK Sūduva     | Lituania | 2025-     | 4        | 0     |